# 共通漁業政策

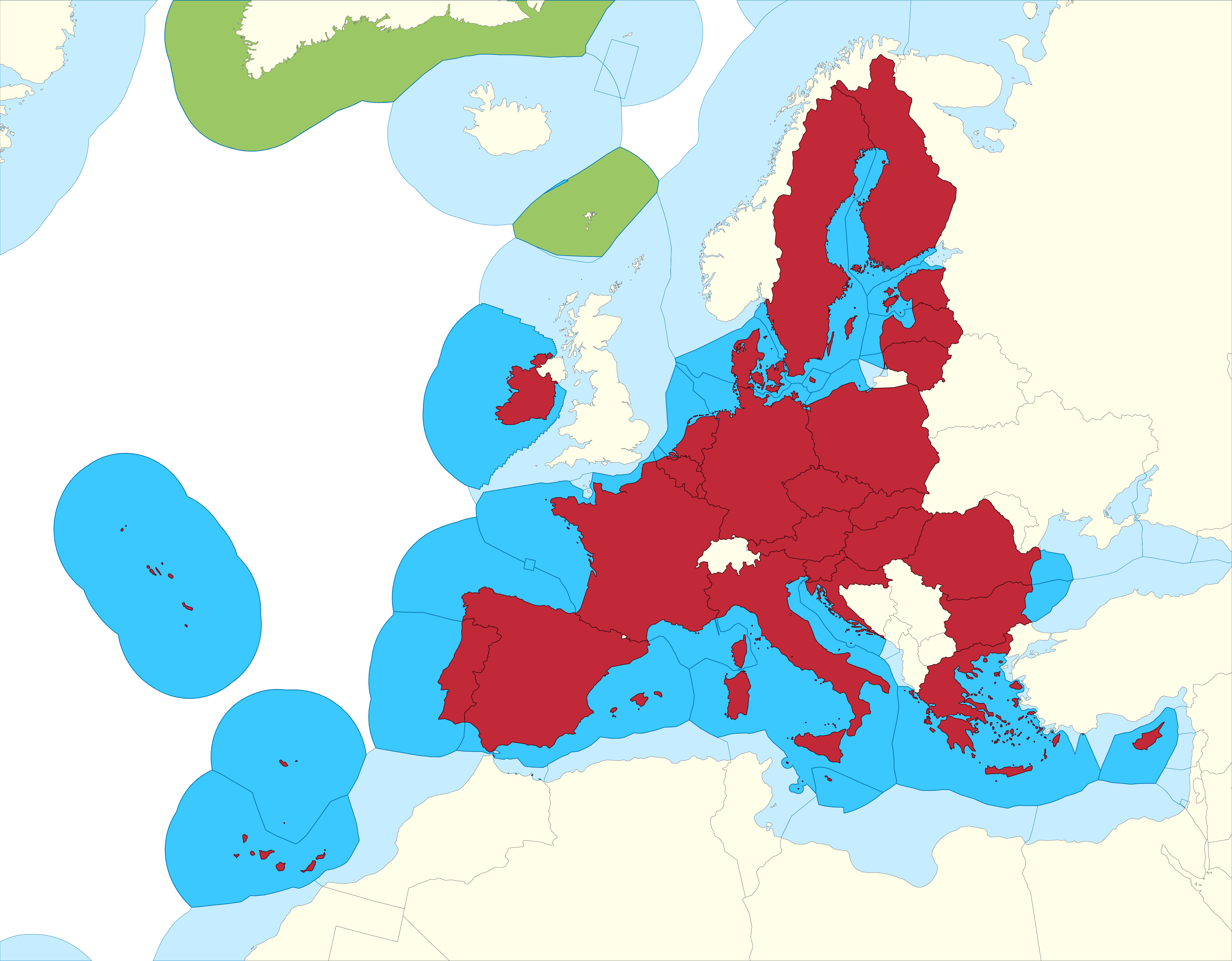
EUの排他的経済水域
2500万平方キロメートルにおよび、世界最大となっている

共通漁業政策（きょうつうぎょぎょうせいさく）とは、欧州連合 (EU) の漁業政策。英語の Common Fisheries Policy から CFP と略される。共通漁業政策では様々な市場介入によって漁業を振興しているほか、加盟国ごとの魚の種類ごとの漁獲制限量を設定している。2014年から2020年までの7年間に、共通漁業政策に対してEUから約65億ユーロの予算が充てられる計画であるが、これは予算全体のおよそ0.65%を占めている。
2009年12月に発効したリスボン条約では、「共通漁業政策のうち海洋生物資源の維持に関するもの」がEUに与えられる「排他的権限」の1つとして明記された一方、「漁業政策（海洋生物資源の維持に関するものを除く。）」は加盟国と欧州連合との間で権限を共有するものとされた。共通漁業政策に関する重要な規則は、加盟国の漁業担当閣僚による漁業理事会と欧州議会とによって制定される。
共通漁業政策はEU全体の水産資源の管理のために設定されたものである。ローマ条約第38条では漁業についての共通政策がなされるべきであるとうたわれている。

## 漁業の重要性
漁業はEUの経済活動としては比較的小規模である。漁業から発生する域内総生産 (GDP) の額はEU全体の1%に満たないものである。しかしながら、EU全体で見ると、漁業及び養殖業にフルタイムで従事している者は約17万人に及ぶとともに、大小合わせて約83,000隻の漁船を有している。2009年には約637万トンの魚介類を水揚げしているが、これは世界第5位である。また2010年には約174万トンが域外に輸出されており、一方で約534万トンの魚介類が輸入されている。EUの水産物貿易における赤字額は約14億ユーロとなっている。
スコットランドのFraserburghや Peterheadのように、漁業が全雇用の40%を占めている地域も存在する。漁業以外に従事する労働がないという地域の振興策として、EUの資金を漁業に投下しているという側面もある。
魚介類、水産加工品市場は近年変化してきている。魚介類の主要な買手はスーパーマーケットで、安定した供給量が見込まれる。鮮魚の売り上げ額は下降しているが、水産加工品や調理済み食品の需要は伸びてきている。しかしながら水産加工業の雇用は下落しており、EUで消費される魚介類の60%が域外からの輸入となっている。これは鮮魚を世界中で運ぶ技術が向上したということもひとつの理由となっている。EUの水産業の競争力は過剰設備と漁獲量の不足が影響を与えている。

### 水産養殖
養殖業は世界の食糧生産においてもっとも成長が著しい分野である。2008年には世界の水産物供給の37%が養殖によってなされるに至った。EUで養殖されているのはおもにマス、サケ、ムール貝やカキで、このほかにもシーバス、タイ、砂ヒラメといったものも養殖されている。EUで養殖支援が開始されたのは1971年のことで内陸での養殖を対象にしていたが、1970年代後半にはほかの養殖分野にも対象が広げられた。EUの支援は陸上設備に対しても行われたが、大きな漁場に養殖場が造られたことで技術面や環境面での問題が生じた。水産養殖産業は養殖魚の需要が不透明であることに頭を悩ませている。

## 共通漁業政策のメカニズム
共通漁業政策には4つの要素がある。
- 生産量、品質、等級付け、包装、表示に関する規制
- 市場の急激な変化から漁業従事者を保護するための生産者団体の奨励
- 魚介類の最低価格の設定と売れ残り品の買い上げによる財政支援
- 非加盟国との貿易にあたっての規則の設定

### 漁獲可能量 (TAC)
共通漁業政策では種類ごとの漁獲量制限を設定している、加盟国は従来の漁獲可能量 (TAC) の比率を元に制限量を割り当てられる。このことは制度が定められた後にEUに加盟した国が従来の漁獲可能量を失うということになるとして論争の元となっている。
漁獲可能量は毎年12月に欧州連合理事会において設定される。このとき理事会は欧州委員会が漁業科学技術経済委員会 （STECF：欧州委員会独自の諮問機関）に諮ったり、EU非加盟の漁業国や国際海洋探査委員会 (ICES) の見解に基づいて作成された案を検討する。また各加盟国は自国の制限量が守られているか取り締まることが義務づけられている。そのほか加盟国間で別の制度を用いて種類ごとの漁獲量を分配していることもある。

### 漁獲管理
指定された魚介類の制限量が個別の漁船ごとに設定され、漁獲量と水揚量を記録することが義務付けられている。また漁で使われる道具の種類についても制限が課されている。さらに種の個体数の回復のために漁場ごとに禁漁期間が設けられることもある。
水揚する魚は基準で定められた大きさ以上のものでなければならない。このため法令で水揚が認められない小さな魚は死んでいるにもかかわらず海に投棄されるということが起こることになるため、網の目の大きさについても小さな魚が逃げられ、その種の個体数が戻るように基準が設けられている。しかし成魚の大きさは種類によって違うものであり、違う網を使っていかなければならないため、網の目の大きさを選ぶということが難しくなる。

### 構造政策と陸上における水産業
1977年、水産加工業を振興するための支援計画が採択された。計画の対象となった加工には解体、塩蔵、乾燥、燻製、調理、冷凍、缶詰などがある。この計画では漁業を間接的に支援するということが企図されていた。また水産加工業界に新技術の導入や衛生状態の向上といったもののほか、水産加工工場の転用のための資金援助といったことも狙われていた。
加盟国には漁船団の規模目標が設定されている。漁船や設備の近代化支援に資金を投じるほか、漁船団の規模削減のために漁業従事者に補償金を支払って廃業させることもある。また過剰に漁獲されていなかったり、一般にはあまり知られていない魚の種類の消費を促すような広報活動を行うための資金も使われる。さらに製品の品質向上や漁獲制限を管理するために水産業に対して助成金を交付している。

### 生産者団体

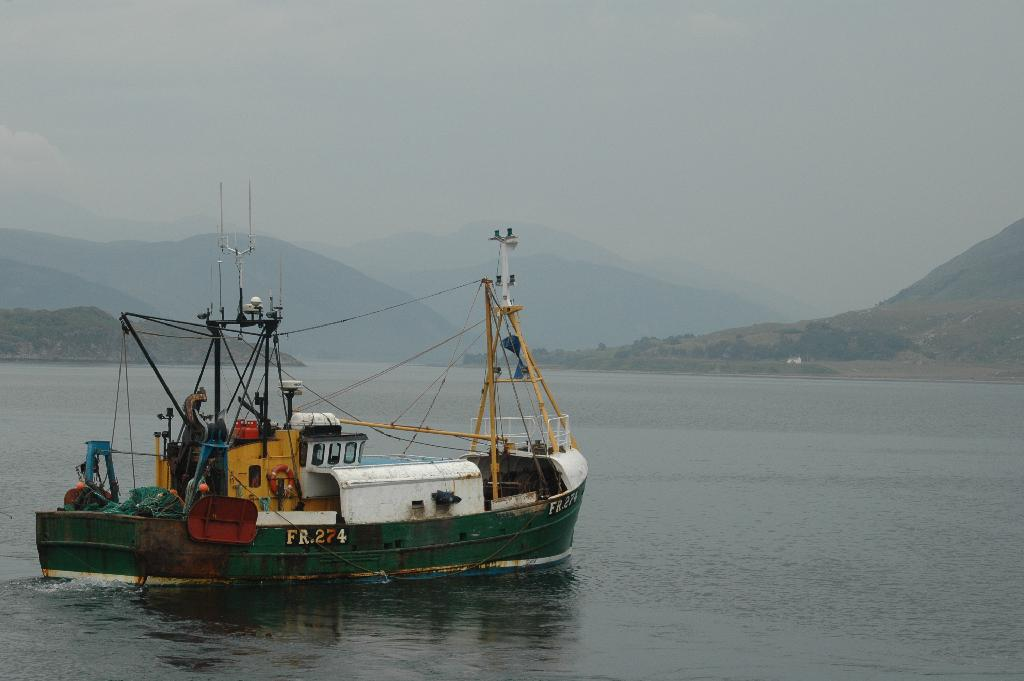
EUの漁船の数は88,000艘におよび、世界で2番目に多い。また漁獲量も毎年600万トンにのぼる

EU域内には160以上の生産者団体が設立されている。これらは漁業従事者や養殖業者による任意団体で、水産製品の販売支援のために設立されたものである。加入者はEU域内の国籍や所在地ではなく、一定数の漁船を所有しており、EUの各種規則を遵守することが条件となる。生産者団体には市場の需要に応じた漁獲量計画をまとめることが求められる。また団体では同じ地域で漁を実施する日加入者に対して、加入者と同じ規則に従うよう求めている。
生産者団体は生産物が欧州連合理事会で設定された価格水準を下回った場合、市場から引き上げさせるということが認められており、またEUから補償金を受け取ることができる。補償金の額については対象となる魚介類の流通量が増えたことで価格が下落した分に設定される。このほかにも引き上げた魚介類をいったん貯蔵し、しばらくしてから市場に再び戻したり、家畜の飼料として販売することができる。買い上げが行われるのは偶発的に余剰が発生したときに限られる。
なおマグロ漁については買い上げ制度が策定されていないが、漁師の所得が下落した場合は直接補償金を受け取ることができる。

## 国際関係
1976年になると世界では漁業水域（のちの排他的経済水域）を海岸から200海里までとするという主張が広がり、そのためEUの域外における漁業権が縮小した。EUでは自らとの貿易圏を見返りとして漁業水域を取り戻そうと交渉を重ねていく。現在では対外貿易について、世界貿易機関 (WTO) の規定の1つである関税および貿易に関する一般協定 (GATT) の枠組みの中で協議が行われている。

### アフリカの漁業
EUはアフリカの漁業関係者の生活に影響を与えている。一部のアフリカの国とのいわゆる「第三国協定」を協議することによって、EUはアフリカの漁業従事者を、ときには字義どおりに、市場の外へ追いやっている。このような状況はEUの諸政策の負の部分であり、第三国との対応について改善が必要であることを表している。

### 協力関係
バルト海における漁業については、かつて存在していた国際バルト海漁業委員会において管理されており、EUもこれに加わっていた。
地中海におけるほとんどの漁業の操業は、領海とされる基線から12海里（22キロメートル）以内の水域に制限されている。EUは地中海漁業一般委員会 (GFCM) や、地中海のマグロ類についても対象としている大西洋まぐろ類保存国際委員会 (ICCAT) に加わっている。1994年には保存に関する規制が導入されて特定品種の魚介類の漁が禁止され、1997年にはマグロ類の捕獲量制限が設定されている。

## 加盟国における実施
共通漁業政策の執行は加盟国政府によってなされるが、加盟国が自国内におけるさまざまな規定の執行を確保するためにEUによる検査が実施されることがある。また加盟国は漁船がEU域外において操業しているさいも、EUの取り決めを遵守させる義務を追っている。さらにEU規則では加盟国間で異なっている違反行為に対する罰則の調整もなされている。
執行には割り当てられた漁獲制限量の管理や種の保存のための技術的な措置を実施することも関わってくる。検査官は使用される釣具や漁獲状況の記録、漁獲の方法などを調べ、漁船ごとに割り当てられた漁獲制限量を超えていないかということも確かめる。検査は港や海上で実施され、ときには空中写真が使われることもある。
また検査は水産加工工場でも実施され、使用されるすべての水産物が文書で記録されているか、またその供給元を追跡できるかを確かめる。さらにEUの検査官はEUへ輸出している国の衛生状態や加工に関する規定がEUの管理基準を満たしているかということも調査している。
このほか加盟国の漁船団の規模が多年度指導計画 (MAGPs) に従ったものであるかということ調査される。

## 財政規定
漁業は従来欧州農業指導保証基金 (EAGGF) から拠出されてきたが、その後1993年に漁業指導基金 (FIFG) が分離・設立される。1994年から1999年まで、FIFGに充てられた予算額は7億ECUにのぼる。FIFGから拠出された補助金は加盟国政府からの最低限の負担金が拠出されていなければならず、また事業体に対する補助金は対象となる事業体自体から拠出された相応の負担額が支払われていなければならない。また支援額は地域ごとに異なっている。

## 漁業と環境
漁業は対象となる魚介類に最も直接的に影響を及ぼすものである。しかしながら漁業は鳥や海洋哺乳類、カメなどのほかの海洋生物も阻害している。また海底の植物や生物にも地曳き網で傷つけられている。特定種の保護、あるいはその逆にもいえることであるが、これらはその種を食べる動物に影響を及ぼすことになる。養殖においても、養殖場の周辺に高レベルの汚染を物質を垂れ流し、野生種に疫病をもたらす恐れがある。
海で生きる魚介類は、陸地からの汚染物質の垂れ流し、船舶からの石油流出、観光・娯楽、海中での砕石や石油生産といった産業活動など、人間の活動からも影響を受けている。またアザラシやオットセイ、海鳥なども一部の地域で大量に魚を捕食している。
1997年、北海沿岸諸国とEUの代表者は海の環境が脅かされていることを認識し、共同でこれに取り組むことで合意し、環境に害が及ばないうちに汚染を防止する予防的な取り組みの実施を採択した。また市場において重要なものに限らず、すべての魚介資源の状況を監視するための研究も進められている。
2007年から2013年の期間において、欧州漁業基金 (EFF) ではEUの水産業に対応するべく約38億ユーロの資金がつぎ込まれることになっている。EFFが導入されたさい、EFFには漁船の近代化や特定の魚介類の乱獲抑止といった措置に資金が拠出されるということが盛り込まれており、とくに環境保護団体などからの反対を受けるようなことはなかった。

## 歴史

### 1970年
EUの漁業政策について最初に規定が作られたのは1970年のことである。漁業政策が当初設定されたとき、魚介類や水産品について共通の規定の下での自由貿易地域を設立することが企図されていた。またどの加盟国の漁師もすべての水域で操業することが合意されたが、沿岸の水域においては従来からそこで操業してきた地元の漁師のために例外とされた。共通漁業政策は漁船や陸上の設備の近代化を支援することも目的とされていた。

### 1976年
1976年に欧州共同体 (EC) の漁業水域は、当時の国際的な変化を受けて、海岸からの距離が12海里以内だったものが200海里以内の水域にまで拡大された。これによりさらなる管理規定を定めることが求められ、1983年に共通漁業政策が設定されることになった。共通漁業政策では、水産資源の保護、船舶と設備、市場統制、他国との取り決めの4分野について扱うものとされた。

### 1992年 政策の見直し
このころになると、船舶に対する過剰投資や乱獲、水揚げ量の減少ということが問題となった。このため政策の執行において改善が必要であると判断され、規制や個別の船舶に対する監視を強化することになった。また2002年に向けて2度目の政策見直しが計画された。

### 1995年
漁船団の規模が削減される中で漁業が行われているにもかかわらず、年々漁獲量が顕著に変化してきている。そのため漁が認められる場所・時期についての許可制が導入された。この制度では科学調査を実施して、どの種の魚介類の漁を認めるか、どの程度の漁獲量を許可するかを決めている。